# جوردی مونروی
جوردی مونروی (ارمنی: Ժորդի Ժոաո Մոնրոյ Արարատ؛ اسپانیایی: Jordy João Monroy Ararat‎؛ زادهٔ ۳ ژانویهٔ ۱۹۹۶) بازیکن فوتبال در پست مدافع اهل ارمنستان-کلمبیا است.

## باشگاهی
از باشگاه‌هایی که در آن بازی کرده‌است می‌توان به باشگاه فوتبال سانتا فه اشاره کرد.

## تیم ملی
وی همچنین در تیم ملی فوتبال ارمنستان بازی کرده‌است. مونروی نخستین بازی ملی خود را که یک بازی دوستانه بود در تاریخ ۲۹ مه ۲۰۱۸ در واتنس در مقابل مالت انجام داده‌است.